# ペンギノン
ペンギノン（英: penguinone）は分子式 C10H14O で表される有機化合物である。平面構造式がペンギンに似ていることから名付けられた。
接尾辞 'one' （オン）はこの分子がケトンの一種、すなわち炭素原子と酸素原子の間に二重結合を持つ化合物であることを示している。IUPAC組織名は 3,4,4,5-テトラメチルシクロヘキサ-2,5-ジエノンである。
ペンギノンはジエノン-フェノール転位の基質となるべき環状ジエノン骨格を有するが、3,5位のメチル基が4位のメチル基の転位を阻害するため、トリフルオロ酢酸を作用させてもフェノールには変わらない（ジエノン-フェノール転位を起こさない）。